# Jacopo Ruffini

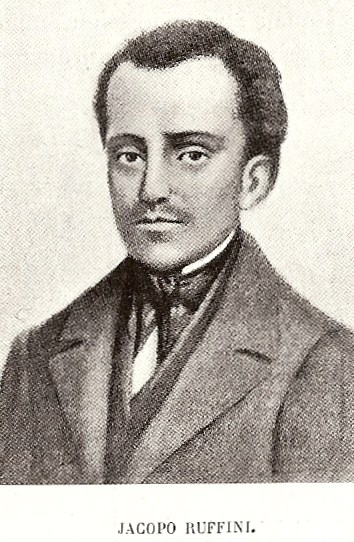
Jacopo Ruffini

Jacopo Ruffini (* 22. Juni 1805 in Genua; † 19. Juni 1833 ebenda) war ein italienischer Patriot.

## Leben
Jacopo, der Sohn des Rechtsanwalts Bernardo Ruffini und seiner Frau Eleonora Curlo Ruffini, war das vierte von dreizehn Kindern. Fünf starben im Kindesalter. Der Vater aus Finale Ligure stammend, war ein ausgemachter Monarchist. Die Mutter, von adeliger Herkunft, kam aus Taggia. Einige Jahre der Kindheit verbrachte Jacopo bei seinem Onkel, einem Geistlichen in Taggia. Darauf besuchte er das Gymnasium in Genua. Nach dem Jura-Studium und Praktikum bei einem Notar, wurde Jacopo Ruffini Vizepräsident des Gerichtshofes der Präfektur Genua. Weil ihm die Arbeit beim Gericht nicht behagte, gab er den Beruf auf und studierte Medizin.
Über seine patriotische Mutter wurde er mit den Carbonari, mit Mazzini und dessen politischer Vereinigung Junges Italien bekannt. 
1829 trat er den Carbonari bei. Als Arzt am Krankenhaus Pammatone in Genua verband er um 1830 manche dienstliche Reise an die französische Grenze mit konspirativer Aktivität. Nach dem gescheiterten Umsturzversuch in Genua, den Mazzini aus seinem Genfer Exil heraus geleitet hatte, wurde Jacopo Ruffini am 13. Mai 1833 verhaftet. Selbst unter der Folter gab er die Namen seiner Mitkämpfer nicht preis. Am 19. Juni wurde Jacopo Ruffini mit durchschnittener Kehle in seiner Zelle aufgefunden. Manche Historiker glauben nicht an Selbstmord; auch weil seinerzeit der Anführer einer Verschwörung meist erhängt wurde.

## Anmerkung
1. ↑  Der Artikel wurde auf der Grundlage von Jacopo Ruffini (italienisch) geschrieben.